# Rover P6
Rover P6 byl osobní automobil vyšší střední třídy vyráběný v letech 1963–1977. Stal se následovníkem vozu Rover P5, a předchůdcem Rover SD1. Byl to čtyřdveřový sedan vybavovaný čtyřválcovými motory 2,0 l a 2,2 l (verze 2000 a 2200) nebo osmiválcem 3,5 l (verze 3500). V roce 1964 byl zvolen vůbec prvním evropským autem roku. Vyrobeno bylo více než 320 tisíc kusů všech verzí.